# Municipio Sacabamba
Das Municipio Sacabamba ist ein Verwaltungsbezirk im Departamento Cochabamba im südamerikanischen Anden-Staat Bolivien.

## Lage im Nahraum
Das Municipio Sacabamba ist eines von vier Municipios der Provinz Esteban Arce. Es grenzt im Nordwesten an die Provinz Cercado, im Westen an die Provinz Capinota, im Süden an das Municipio Tarata, im Osten an die Provinz Germán Jordán und im Nordosten an die Provinz Chapare.
Der zentrale Ort des Municipios ist Sacabamba mit 612 Einwohnern im südlichen Teil des Municipios. (Volkszählung 2012)

## Geographie
Das Municipio Sacabamba liegt zwischen den Gebirgsketten der Cordillera Oriental und der Cordillera Central. Das Klima ist geprägt durch ein typisches Tageszeitenklima, bei dem die Temperaturschwankungen zwischen Tag und Nacht größer sind als zwischen den Jahreszeiten.
Die Jahresdurchschnittstemperatur der Region liegt bei etwa 12 °C (siehe Klimadiagramm Sacabamba), wobei die Monatsdurchschnittswerte zwischen 8,5 °C im Juni/Juli und 14 °C im November/Dezember schwanken. Der Jahresniederschlag liegt bei 500 mm, mit einer ausgeprägten Trockenzeit von April bis Oktober mit Monatswerten unter 20 mm, und einer kurzen Feuchtezeit von Januar bis Februar mit monatlich 100 bis 125 mm.

## Bevölkerung
Die Einwohnerzahl ist zwischen 1992 und 2024 um etwa ein Drittel angestiegen, war allerdings zuletzt rückläufig:
| Jahr | Einwohner | Quelle       |
| ---- | --------- | ------------ |
| 1992 | 3688      | Volkszählung |
| 2001 | 4718      | Volkszählung |
| 2012 | 4366      | Volkszählung |
| 2024 | 4953      | Volkszählung |

Die Region weist einen hohen Anteil an Quechua-Bevölkerung auf, im Municipio Sacabamba sprechen 98,7 Prozent der Bevölkerung Quechua. (2001)
Die Bevölkerungsdichte des Municipio betrug 26,8 Einwohner/km² bei der Volkszählung von 2024, der Anteil der städtischen Bevölkerung ist 0,0 Prozent. Die Lebenserwartung der Neugeborenen lag im Jahr 2001 bei 53,5 Jahren.
Der Alphabetisierungsgrad bei den über 19-Jährigen beträgt 66,3 Prozent, und zwar 81,6 Prozent bei Männern und 52,9 Prozent bei Frauen. (2001)

## Politik
Ergebnis der Regionalwahlen (concejales del municipio) vom 4. April 2010:
| Wahl- berechtigte |  | Wahl- beteiligung | gültige Stimmen |  | MAS-IPSP | UN-CP  | CCJ   |
| ----------------- |  | ----------------- | --------------- |  | -------- | ------ | ----- |
| 2.028             |  | 1.784             | 1.293           |  | 996      | 185    | 112   |
|                   |  | 88,0 %            | 72,5 %          |  | 77,0 %   | 14,3 % | 8,7 % |

Ergebnis der Regionalwahlen (elecciones de autoridades políticas) vom 7. März 2021:
| Wahl- berechtigte |  | Wahl- beteiligung | gültige Stimmen |  | MAS-IPSP | MTS    | SOMOS  | SÚMATE | PAN-BOL | FPV    |
| ----------------- |  | ----------------- | --------------- |  | -------- | ------ | ------ | ------ | ------- | ------ |
| 2.196             |  | 1.904             | 1.654           |  | 1.493    | 61     | 37     | 26     | 11      | 8      |
|                   |  | 86,70 %           | 86,87 %         |  | 90,27 %  | 3,69 % | 2,24 % | 1,57 % | 0,67 %  | 0,48 % |

## Gliederung
Das Municipio Sacabamba untergliedert sich in die folgenden fünf Kantone (cantones):
- 03-0404-01 Kanton Sacabamba – 9 Ortschaften – 1.429 Einwohner
- 03-0404-02 Kanton Apillapa – 10 Ortschaften – 779 Einwohner
- 03-0404-03 Kanton Challaque – 4 Ortschaften – 509 Einwohner
- 03-0404-04 Kanton Matarani – 10 Ortschaften – 1.264 Einwohner
- 03-0404-05 Kanton Quekoma – 4 Ortschaften – 385 Einwohner

## Ortschaften im Municipio Aiquile
- Kanton Sacabamba
  - Sacabamba 612 Einw.

- Kanton Matarani
  - Matarani 379 Einw.